# 동탄지성로
동탄지성로(東灘智星路, Dongtanjiseong-ro)는 경기도 화성시에서 수원시를 잇는 5.9km 길이의 도로이다. 2005년 6월에 박지성길(朴智星길, Bakjiseong-gil)이라는 이름으로 개통되었으며 2009년 4월에 동탄지성로로 이름을 바꿨다.

## 역사
2002년 6월 15일에 손학규 경기도지사 당선인이 김용서 수원시장 당선인과 함께 경기도 수원시 영통구 망포동(2002년 당시에는 팔달구)에 위치한 박지성 선수의 자택을 방문했다. 손학규 당선인은 대한민국과 일본에서 공동 개최된 2002년 FIFA 월드컵에 출전한 박지성 선수가 포르투갈과의 조별 예선 3차전 경기에서 대한민국 축구 국가대표팀의 16강전 진출을 결정지은 골을 기록한 것을 기념하여 경기도 수원시에 박지성 선수의 이름을 딴 도로를 짓겠다고 약속했다.
2004년 5월부터 화성시 반정동(2004년 당시에는 병점읍)에 위치한 베들레헴교회 앞부터 수원시 영통구 망포동 신동삼거리(2004년 당시에는 영통대로) 사이를 오가는 길이 1.38km, 너비 35m 규모의 왕복 6차선 도로인 박지성길 공사가 시작되었다. 이 과정에서 315억원(도비 175억원, 시비 130억원, 국비 10억원)이 공사 비용으로 투입되었다. 2005년 6월 27일에는 수원시 영통구 망포동에 위치한 벽산e빌리지아파트에서 박지성길 개통식이 거행되었다. 또한 박지성의 선수 시절 경기 사진이 전시된 86m 높이의 방음벽이 설치되었고 도로 주변에 박지성축구센터가 건립되었다.
그러나 2008년 4월에 대한민국 정부가 "2개 이상의 시군구에 걸쳐 있는 도로는 각종 공적장부에서 통일된 도로명주소를 사용해야 한다. 생존 인물의 이름은 도로명주소로 사용할 수 없다."는 지침을 발표했다. 여기에 수원시 관할 구간인 1.3km 길이의 박지성길에 화성시 관할 구간인 3.4km가 추가되었다. 이에 수원시에서는 박지성이라는 인명에서 박(朴)이라는 성씨를 뺀 '지성로'로, 화성시에서는 동탄센트럴파크에서 이름을 딴 '센트럴파크로'로 해야 한다는 의견을 각각 제시하여 지방자치단체 간의 갈등을 빚었다. 그러던 중에 2009년 3월에 화성시가 '동탄지성로'라는 새로운 이름을 제시했고 수원시도 이를 승인했다. 이에 따라 2009년 4월 22일을 기해 '동탄지성로'로 변경되었다.
그러나 도로 이름 변경과 함께 서로 다른 지방자치단체 간의 관리 책임이 불명확해졌고 정비 작업이 제때 이뤄지지 않아서 한동안 도로와 시설물 관리가 부실해졌다는 지적이 나왔다. 특히 수원시 신동사거리 입구에 설치된 한 표지판은 설명문이 훼손된 뒤에도 수개월간 손대지 않은 채 방치되어 있는 것으로 확인되었다. 그러다가 수원시에서 정비 작업에 들어갔고 박지성삼거리에 지성쉼터라는 공원이 조성되었다. 공원 안에는 박지성 선수의 풋프린팅, 2m 높이의 박지성 선수 캐릭터 동상이 설치되어 있다.

## 노선
| 이름               | 접속 노선                           | 소재지 | 소재지 |        | 비고 |
| ------------------ | ----------------------------------- | ------ | ------ | ------ | ---- |
| KT삼거리           | 노작로                              | 화성시 | 동탄동 | 동탄동 |      |
| 119안전센터사거리  | 동탄반석로                          | 화성시 | 동탄동 | 동탄동 |      |
| 한빛마을사거리     | 동탄중앙로                          | 화성시 | 동탄동 | 동탄동 |      |
| 학동초사거리       | 동탄시범한빛길                      | 화성시 | 동탄동 | 동탄동 |      |
| 센트럴파크사거리   | 동탄반송로 동탄공원로2길            | 화성시 | 동탄동 | 동탄동 |      |
| 은행사거리         | 동탄공원로                          | 화성시 | 동탄동 | 동탄동 |      |
| 숲속마을사거리     | 미래로                              | 화성시 | 동탄동 | 동탄동 |      |
| 독재울사거리       | 여울로                              | 화성시 | 동탄동 | 동탄동 |      |
| (이름없음)         | 국가지원지방도 제84호선 (효행로)    | 화성시 | 진안동 | 진안동 |      |
| (이름없음)         | 동탄지성로260번길 동탄지성로270번길 | 화성시 | 진안동 | 진안동 |      |
| 기산교차로         | 국도 제43호선 (봉영로)              | 화성시 | 반월동 | 반월동 |      |
| 기산교차로         | 국도 제43호선 (봉영로)              | 화성시 | 반월동 | 반월동 |      |
| 기산교             |                                     | 화성시 | 반월동 | 반월동 |      |
| 반정 교차로        | 동탄원천로                          | 화성시 | 반월동 | 반월동 |      |
| 망포고등학교삼거리 | 동탄지성로470번길                   | 수원시 | 영통구 | 망포동 |      |
| 박지성삼거리       | 태장로                              | 수원시 | 영통구 | 망포동 |      |
| 신동사거리         | 국도 제42호선 (덕영대로) 삼성로     | 수원시 | 영통구 | 망포동 |      |

## 주요 시설
- 기아 동탄지점 (동탄지성로 116/반송동 41-5 강남프라자)
- KT 동탄빌딩 (동탄지성로 5/반송동 92-1)
- 파스쿠찌 화성동탄점 (동탄지성로 11/반송동 93-2)
- 삼성화재 동탄지역단 (동탄지성로 11/반송동 93-2)
- 메가박스 동탄 (동탄지성로 11/반송동 93-2)
- KFC 동탄점 (동탄지성로 11/반송동 93-2)
- 카페클락 1호점 (동탄지성로 17/반송동 93-1)
- 한국금거래소 골드쉘 동탄점 (동탄지성로 17/반송동 93-1)
- 바른이턱치과의원 동탄점 (동탄지성로 17/반송동 93-1)
- 스타벅스 동탄광장점 (동탄지성로 17/반송동 93-1)
- 베스트아이들병원 (동탄지성로 20/반송동 91-10)
- 도미노피자 동탄점 (동탄지성로 84/반송동 42-8)
- 파리바게트 동탄센트럴파크점 (동탄지성로 84/반송동 42-8)
- CU 동탄센트럴파크점 (동탄지성로 102/반송동 42-3)
- 올리브영 동탄센트럴파크점 (동탄지성로 102/반송동 42-3)
- 스타벅스 동탄센트럴파크점 (동탄지성로 104/반송동 42-2)
- BHC치킨  동탄센트럴파크점 (동탄지성로 109/반송동 43-6)
- S동물의료센터 (동탄지성로 112/반송동 41-6)
- 롯데리아 화성센트럴파크점 (동탄지성로 116/반송동 41-5)
- 나래문고 (동탄지성로 125/반송동 43-1)
- 경희여울한의원 (동탄지성로 125/반송동 43-1)
- BYC 동탄점 (동탄지성로 126/반송동 41-1)
- 서울리더스치과의원 (동탄지성로 126/반송동 41-1)
- IBK기업은행 동탄서지점 (동탄지성로 126/반송동 41-1)
- 동탄 서울이비인후과 (동탄지성로 133/능동 1114-6)
- 동탄3동 행정복지센터 (동탄지성로 151/능동 1119
- 농협 태안농협 본점 (동탄지성로 166/능동 446)
- 농협 화성태안농협 하나로마트 능동점 (동탄지성로 166/능동 446)
- 커피빈 동탄능동DT점 (동탄지성로 177/능동 453-3)
- 버거킹 FS점 (동탄지성로 190/능동 460-2)
- 올리브영 동탄능동점 (동탄지성로 201/능동 471-1)
- 스타벅스 동탄능동DT점 (동탄지성로 203/능동 471-7)
- 할리스커피 화섬능동 DT점 (동탄지성로 215/병점동 212-2)
- 서경초등학교 (동탄지성로 265/기산동 477)
- 파리바게트 (동탄지성로 320/반월동 717-1)
- 홈플러스익스프레스 화성반월점 (동탄지성로 322/반월동 713-6)
- CU 화성기산점 (동탄지성로 340/반월동 706-17)
- S-OIL 저녁노을점 (동탄지성로 388/반월동 263-25)